# حقل فهود النفطي
حقل فهود النفطي؛ هو مخيم نفطي دائم وحقل نفط يقع في ولاية عبري بمحافظة الظاهرة في سلطنة عمان، سمي على اسم جبل فهود القريب الذي يُعتقد أنه يعني "جبل النمر" منذ الوقت الذي كانت فيه النمور البرية تتجول في المنطقة. الحقل النفطي الرئيسي مملوك للشركة الحكومية شركة تنمية نفط عمان (PDO).

## تاريخه
بدأت عمليات التنقيب عن النفط في عام 1954 عندما وصلت بعثة استكشافية من شركة تنمية نفط عمان إلى الجبل وبدأت في مسحه، تم الانتهاء من أول بئر في جبل فهود على عمق 12,235 قدمًا في مايو 1957، ومع الأسف، كان بئرًا جافًا باستثناء كمية صغيرة جدًا من النفط والغاز، بعدها قرر ثلاثة من شركاء PDO الانسحاب من الامتياز العماني، مما ترك لشركتي شل (85%) وبارتكس (15%) تولي الامتياز واستئناف الاستكشاف، وعلى بعد بضع مئات من الياردات فقط من موقع بئر الاختبار الأول، تم حفر بئر اختبار ثانٍ في فهود وفي عام 1964، تم العثور على النفط بكميات تجارية.

## الانتاج التجاري
في عام 1967 صُدرت من حقل فهود أول شحنة نفط بإستخدام خط الأنابيب والذي كان يبلغ طوله 276 كم إلى ميناء الفحل في مسقط، حيث كان حجم الشحنة يساوي 543,800 برميل نفطي.
اليوم، يعد حقل فهود المركز الأساسي لعمليات شركة تنمية نفط عمان في داخل عمان؛ بينما تقع المكاتب الرئيسية للشركة في ميناء الفحل في مسقط. كما تمتلك العديد من شركات المقاولات مخيمات لعمالها ومعداتها في فهود، ويتم خدمة البلدة بواسطة مطار فهود.

## وصلات خارجية
- موقع شركة تنمية نفط عمان